# Illés Gyula (szobrász)
Illés Gyula (Budapest, 1923. február 7. – Budapest, 2008. március 12.) magyar szobrász, egyetemi tanár.

## Életpályája
1941–1945 között az Iparművészeti Iskola diákja volt. 1950-től volt kiállító művész. 1951-ben végzett a Képzőművészeti Főiskolán, ahol Ohmann Béla, Erdey Dezső és Pátzay Pál oktatta. 1953–1983 között az Iparművészeti Főiskola tanára volt. Az 1960-as években a Kilencek tagja volt.
Lemezdomborításokat és épületdíszítő plasztikákat készített.

## Művei
- Eger vár védői (Eger, 1952)

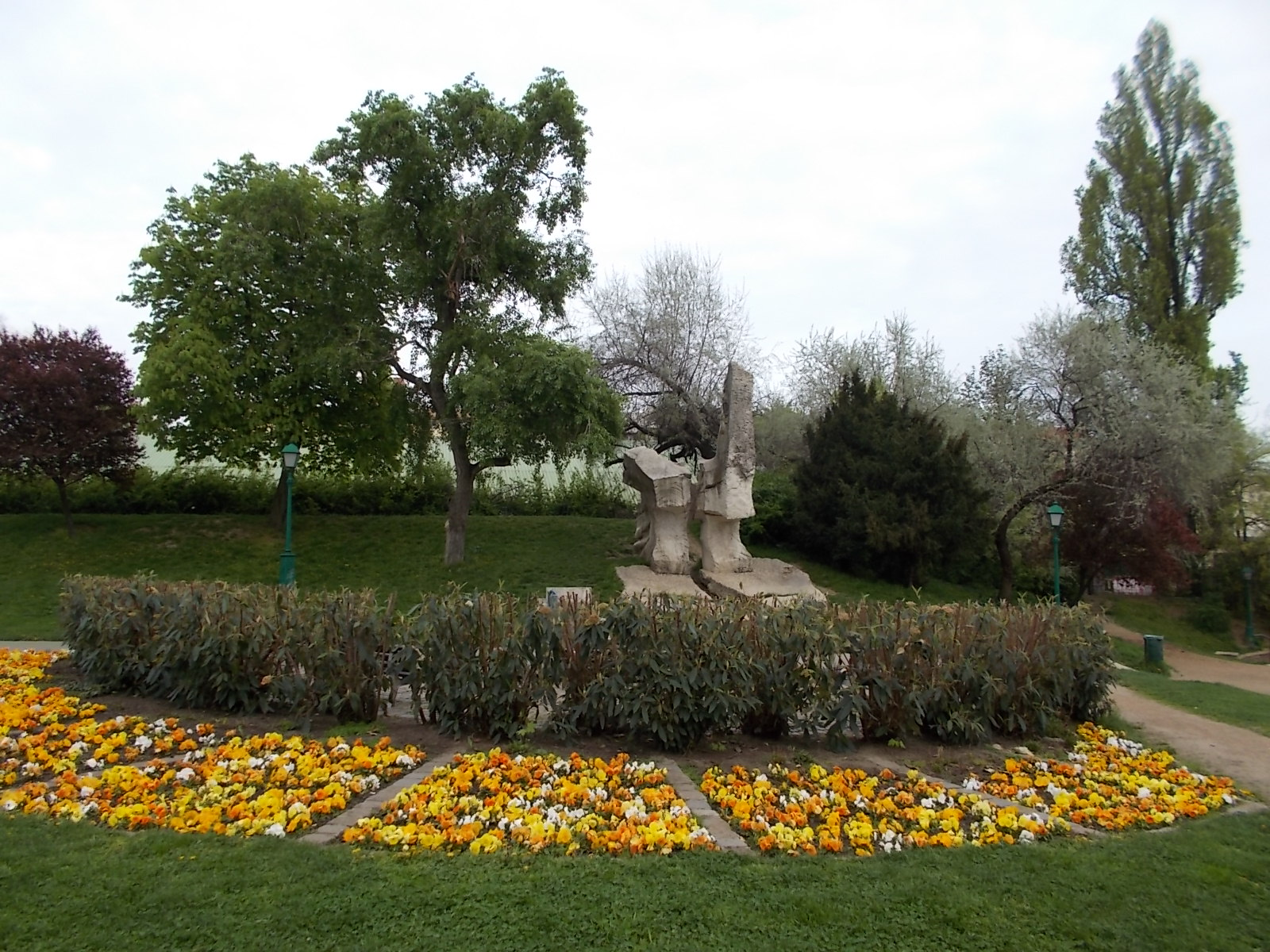
Magyar Ifjúság Szabadfrontja-emlékmű (Budapest, 1982)

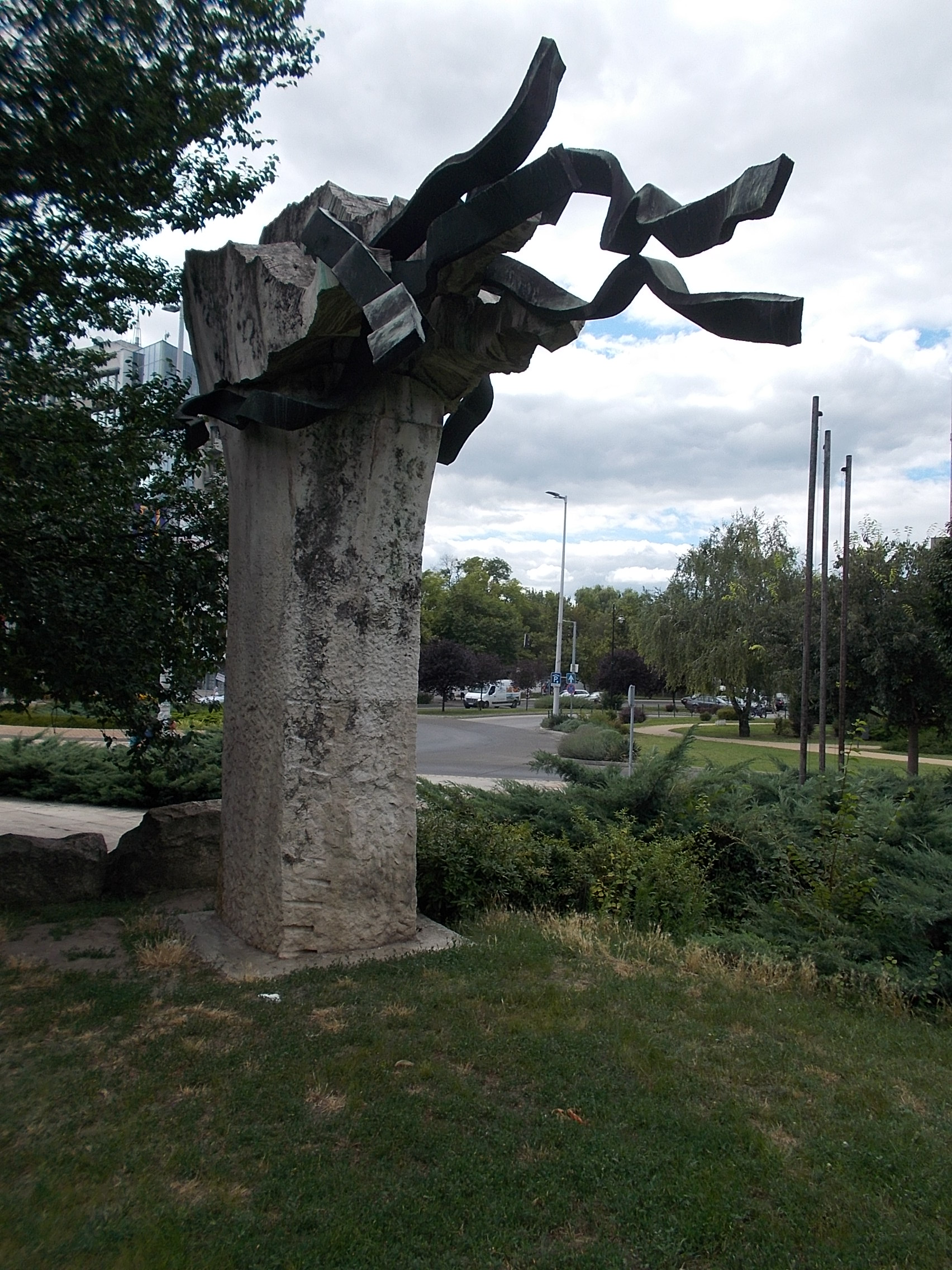
Három tavasz-szobor (Kecskemét, 1985)

- Oszlopot utánzó fali dísz (Kazincbarcika, 1955)
- Fiúk galambbal (Budapest, 1958)
- Epione (Miskolc, 1959)
- Bőség (Debrecen, 1962)
- a Nemzeti Színház homlokzati domborműve (Budapest, 1966)
- Kristályképződmény (Kazincbarcika, 1966)
- Dombormű (Kazincbarcika, 1968)
- Támaszkodó nő szobra (Budapest, 1969)
- Munkásmozgalmi emlék (Pécs, 1969)
- a POTE épületének homlokzata (Pécs, 1969)
- Mohácsi emlékpark, Emlékkút (Mohács, 1970)
- ravensbrücki emlékmű (1973)
- Görgey-zászlóalj emlékműve (Vámosmikola, 1975)
- Díszkút (Mohács, 1976)
- az Éj királynője (Ajka, 1979)
- Kálvin téri aluljáró, Kecskeméti-kapu (1981)
- Magyar Ifjúság Szabadfrontja-emlékmű (Budapest, 1982)
- Vörösmárvány dombormű (Budapest, 1983)
- Három tavasz-szobor (Kecskemét, 1985)
- Díszkút (Budapest, 1986)
- strand előtti park, Díszkútplasztika (Zalakaros, 1987)
- Szabadság emlékmű (Kecskemét, 1987)
- A magyar repülés üttörőinek emlékműve (Budapest, 1987)
- II. világháborús emlékmű (Nagybörzsöny, 1989)
- Ivókút (Füzesabony, 1990)
- Francia menekültek emléktáblája (Balatonboglár, 1992)
- Madár (Balatonboglár, 1995)
- Millecentenáriumi emlékmű (Füzesabony, 1996)
- Ollós nő (Zalaegerszeg, 2005)
- magyar nagykövetség, krómacél plasztika (Helsinki)
- épületplasztika (Sárvár)
- Építéstudományi Intézet (Szentendre)
- faplasztika (Makó)

## Válogatott, csoportos kiállításai
- 1968, 1978 Budapest
- 1993, 1995 Sopron

## Díjai
- Munkácsy Mihály-díj (1967)
- Érdemes művész (1979)
- Kiváló művész (1986)